# Break Out (The Pointer Sisters)
Break Out è un album del gruppo musicale statunitense The Pointer Sisters, pubblicato dall'etichetta discografica Planet e distribuito dalla RCA il 6 novembre 1983.
L'album è prodotto da Richard Perry. Dal disco vengono tratti cinque singoli, pubblicati tra il 1983 e il 1985.

## Tracce

### Lato A
1. Jump (for My Love) – 4:23 (Stephen Mitchell, Marti Sharron, Gary Skardina)
2. Automatic – 4:48 (Brock Walsh, Mark Goldenberg)
3. Baby Come and Get It – 4:19 (Barry Mann, James Ingram, Cynthia Weil)
4. I Need You – 4:01 (Nan O'Byrne, Richard Feldman, John Black)
5. Dance Electric – 4:25 (Glen Ballard, Brock Walsh)

### Lato B
1. Neutron Dance – 4:12 (Allee Willis, Danny Sembello)
2. Easy Persuasion – 4:34 (Bruce Roberts, Andy Goldmark)
3. Nightline – 4:36 (Glen Ballard, Davey Faragher, Brie Howard)
4. Telegraph Your Love – 4:01 (Andy Goldmark)
5. Operator – 3:58 (Howie Rice, Nan O'Byrne)